# Bufotenin
Bufotenin, C12H16N2O, är en hallucinogen substans som kan utvinnas ur ett flertal olika naturliga källor bland växter och djur, men som också kan framställas syntetiskt (första gången 1934). Ämnets namn kommer från det latinska namnet för padda, Bufo.

## Förekomst
Ämnet finns till exempel i flugsvampar som Amanita porphyrea och röd flugsvamp, Amanita muscaria. Hos vissa paddor utsöndras ett giftigt mjölkaktigt sekret från körtlar i rygghuden som innehåller bufotenin. Fröna från det sydamerikanska tropiska trädet Piptadenia peregrina innehåller också bufotenin och har av vissa indianstammar, exempelvis på Trinidad, malts till det hallucinogena snuset cohoba, även kallat yopo. Ursprungsbefolkningen i Sydamerika har använt det för giftpilar.

## Funktion
Påverkan liknar det som digitalis ger. Bufotenin kan blockera signalsubstansen serotonin, ger oregelbunden puls. Det verkar också kraftigt kärlsammandragande, vilket ger förhöjt blodtryck. Bufotenin har ingen användning inom modern medicin, bortsett från att det använts experimentellt för att framkalla psykoser i forskningssammanhang.[källa behövs]